# Liste der Biografien/Thy
Liste der Biografien |
Portal Biografien |
Personensuche
# |
A |
B |
C |
D |
E |
F |
G |
H |
I |
J |
K |
L |
M |
N |
O |
P |
Q |
R |
S |
T |
U |
V |
W |
X |
Y |
Z |
?
 
Ta |
Tc |
Te |
Tf |
Tg |
Th |
Ti |
Tj |
Tk |
Tl |
Tm |
To |
Tq |
Tr |
Ts |
Tu |
Tv |
Tw |
Tx |
Ty |
Tz
 
Tha |
The |
Thi |
Thj |
Thn |
Tho |
Thr |
Thu |
Thw |
Thy
Die Liste der Biografien führt alle Personen auf, die in der deutschsprachigen Wikipedia einen Artikel haben. Dieses ist eine Teilliste mit 121 Einträgen von Personen, deren Namen mit den Buchstaben „Thy“ beginnt.

## Thy
- Thy, Lennart (* 1992), deutscher FußballspielerLennart Thy (* 1992)

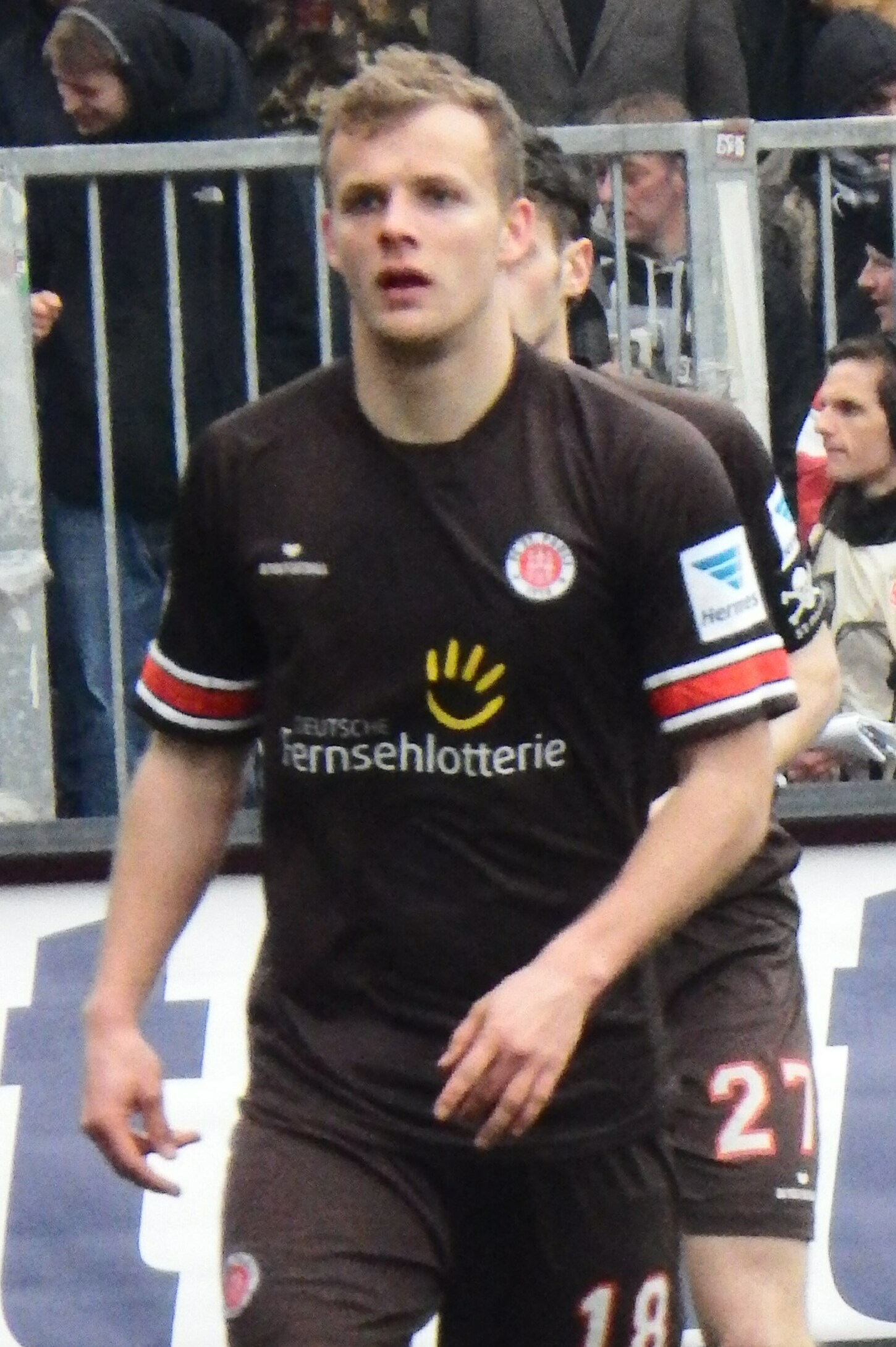
Lennart Thy (* 1992)

### Thya
- Thyagaraja Chettiar, C. (1826–1888), tamilischer Gelehrter

### Thyb
- Thyberg, Ninja (* 1984), schwedische Regisseurin, Drehbuchautorin und Schauspielerin
- Thybo, Hans (* 1954), dänischer Geowissenschaftler
- Thybulle, Matisse (* 1997), US-amerikanischer Basketballspieler

### Thyc
- Thychosen, Annette (* 1968), dänische Fußballspielerin
- Thychosen, Mads (* 1997), dänischer Fußballspieler
- Thychosen, Steen (* 1958), dänischer Fußballspieler und -trainer

### Thye
- Thye, Edward John (1896–1969), US-amerikanischer Politiker
- Thye, Otto (1885–1947), deutscher Landwirt und Politiker (DNVP, NSDAP), MdL
- Thyen, Elmar (* 1965), deutscher Journalist, Chefredakteur des Lokalradios Antenne Unna
- Thyen, Ferdinand (1866–1939), deutscher Konteradmiral der Kaiserlichen Marine
- Thyen, Hartwig (1927–2015), deutscher evangelischer Theologe
- Thyen, Johann Diederich (1825–1904), deutscher Landwirtschaftslehrer
- Thyen, Oltmann (1821–1891), bremisch-oldenburgischer Kaufmann und Reeder
- Thyes, Myriam (* 1963), luxemburgisch-schweizerische Medienkünstlerin

### Thyg
- Thygesen, Kasper (* 1980), dänischer Poolbillardspieler
- Thygesen, Mikkel (* 1984), dänischer Fußballspieler
- Thygesen, Poul-Erik (* 1950), dänischer Fußballspieler
- Thygesen, Sara (* 1991), dänische Badmintonspielerin
- Thygesen, Sarah (* 2003), dänische Fußballspielerin

### Thyk
- Thykkattil, Joseph (* 1952), indischer Geistlicher und römisch-katholischer Bischof von Gwalior

### Thyl
- Thylander, Mattias (* 1974), schwedischer Fußballspieler
- Thylmann, Fabian (* 1978), deutscher Unternehmer
- Thylmann, Karl (1888–1916), deutscher Künstler

### Thym
- Thym, Daniel (* 1973), deutscher Jurist und Hochschullehrer
- Thym, Eugen Rudolph Wilhelm (1826–1895), deutscher Verwaltungsbeamter
- Thym, Georg († 1560), deutscher Pädagoge, Dichter und Autor
- Thym, Johann Friedrich Wilhelm (1768–1803), deutscher reformierter Theologe und Pädagoge
- Thymann, Klaus (* 1974), dänischer Fotograf, Filmemacher, Wissenschaftler und Entdecker
- Thymann, Poul (1888–1971), dänischer Ruderer
- Thymaridas von Paros, griechischer Mathematiker
- Thymich, Paul (1656–1694), deutscher Dichter und Lehrer
- Thymoteles, athenischer Dramatiker

### Thyn
- Thyndal, Amy (* 1996), deutsche Schriftstellerin
- Thyne, T. J. (* 1975), US-amerikanischer FilmschauspielerT. J. Thyne (* 1975)

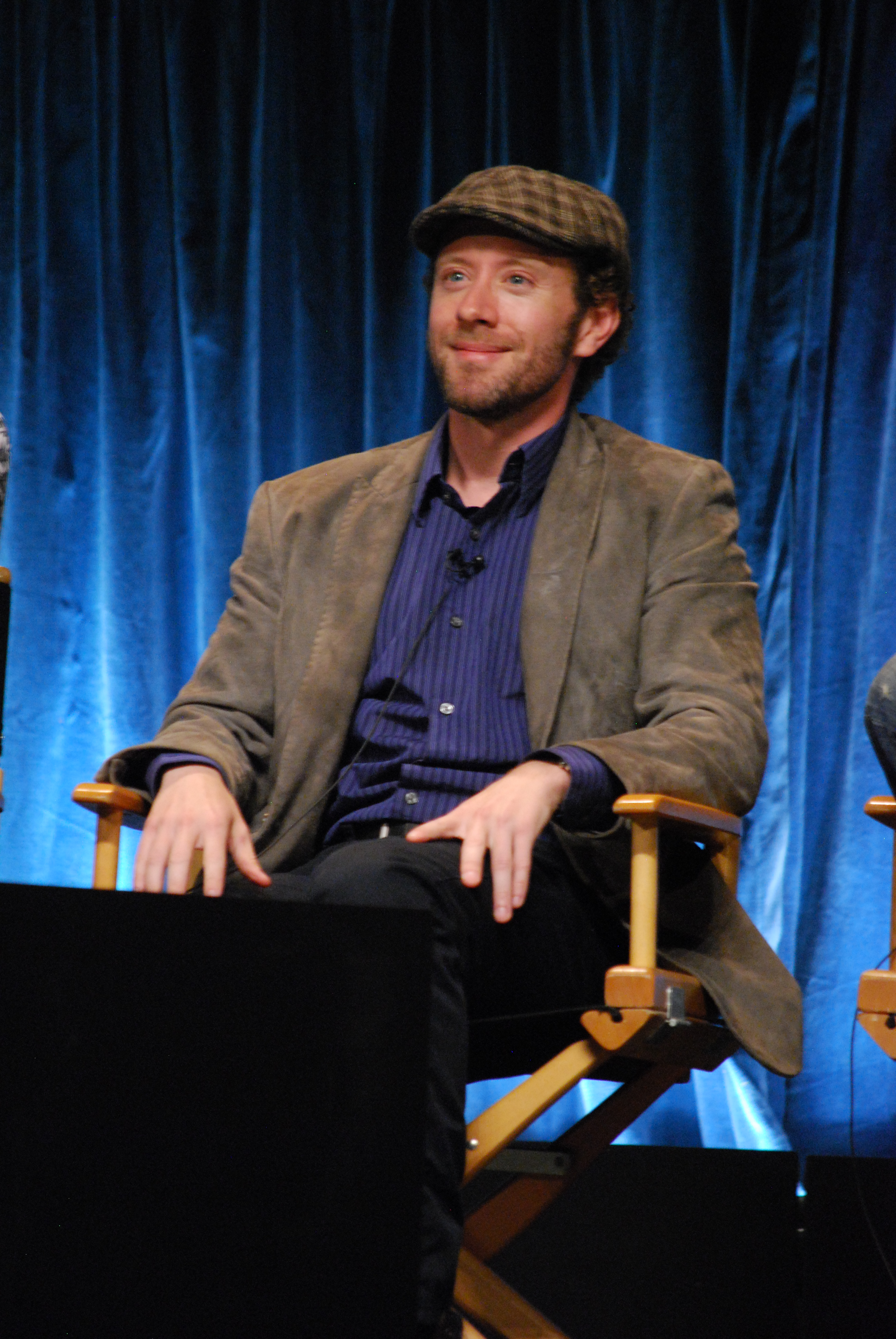
T. J. Thyne (* 1975)

- Thynn, Alexander, 7. Marquess of Bath (1932–2020), britischer Adliger, Autor und Politiker
- Thynne, Alexander (1873–1918), britischer Politiker und Soldat
- Thynne, Anna (1806–1866), britische Meeresbiologin
- Thynne, Charles († 1652), englischer Politiker
- Thynne, Edward (1807–1884), britischer Politiker
- Thynne, George, 2. Baron Carteret (1770–1838), britischer Adliger und Politiker
- Thynne, Henry († 1705), englischer Politiker und Höfling
- Thynne, Henry (1675–1708), englischer Politiker
- Thynne, Henry (1832–1904), britischer Politiker
- Thynne, Henry, 1. Baronet (1615–1680), englischer Adliger
- Thynne, Henry, 3. Marquess of Bath (1797–1837), britischer Adliger, Politiker und Marineoffizier
- Thynne, Henry, 6. Marquess of Bath (1905–1992), britischer Adliger, Politiker und Geschäftsmann
- Thynne, James (1605–1670), englischer Adliger und Politiker
- Thynne, James († 1709), englischer Politiker
- Thynne, Jane (* 1961), britische Journalistin und Schriftstellerin
- Thynne, Joan († 1612), englische Adlige
- Thynne, John († 1580), englischer Adliger und Politiker
- Thynne, John (1555–1604), englischer Politiker und Adliger
- Thynne, John (1798–1881), britischer anglikanischer Geistlicher
- Thynne, John, 3. Baron Carteret (1772–1849), britischer Adliger und Politiker
- Thynne, John, 4. Marquess of Bath (1831–1896), britischer Adliger, Politiker und Diplomat
- Thynne, John, Viscount Weymouth (1895–1916), britischer Adliger und Soldat
- Thynne, Maria († 1611), englische Adlige
- Thynne, Reginald (1843–1926), britischer General
- Thynne, Thomas († 1625), englischer Politiker
- Thynne, Thomas († 1639), englischer Adliger und Politiker
- Thynne, Thomas, englischer Politiker
- Thynne, Thomas († 1682), englischer Politiker
- Thynne, Thomas, 1. Marquess of Bath (1734–1796), britischer Adliger, Politiker und Höfling
- Thynne, Thomas, 1. Viscount Weymouth, englischer Adliger und Politiker
- Thynne, Thomas, 2. Marquess of Bath (1765–1837), britischer Adliger und Politiker
- Thynne, Thomas, 2. Viscount Weymouth (1710–1751), britischer Adliger und Politiker
- Thynne, Thomas, 5. Marquess of Bath (1862–1946), britischer Adliger und Politiker
- Thynne, Thomas, Viscount Weymouth (1796–1837), britischer Adliger und Politiker
- Thynne, Ulric (1871–1957), britischer Militär und Polospieler
- Thynne, William († 1546), englischer Hofbeamter und Herausgeber der Werke von Geoffrey Chaucer
- Thynne, William (1803–1890), britischer Politiker

### Thyp
- Thypheitides, griechischer Töpfer

### Thyr
- Thyra Danebod, Durch Heirat Königin von DänemarkThyra Danebod

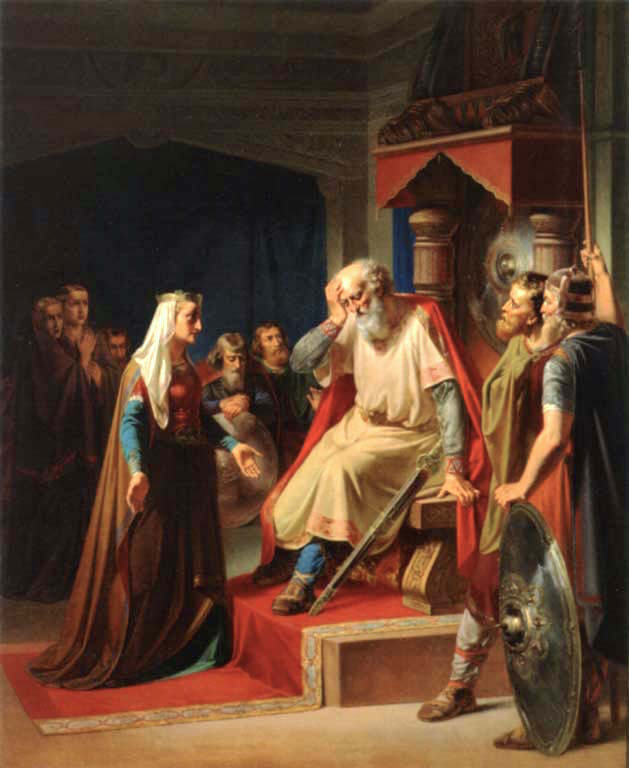
Thyra Danebod

- Thyra von Dänemark (1853–1933), Prinzessin von Dänemark, durch Heirat Kronprinzessin von HannoverThyra von Dänemark (1853–1933)

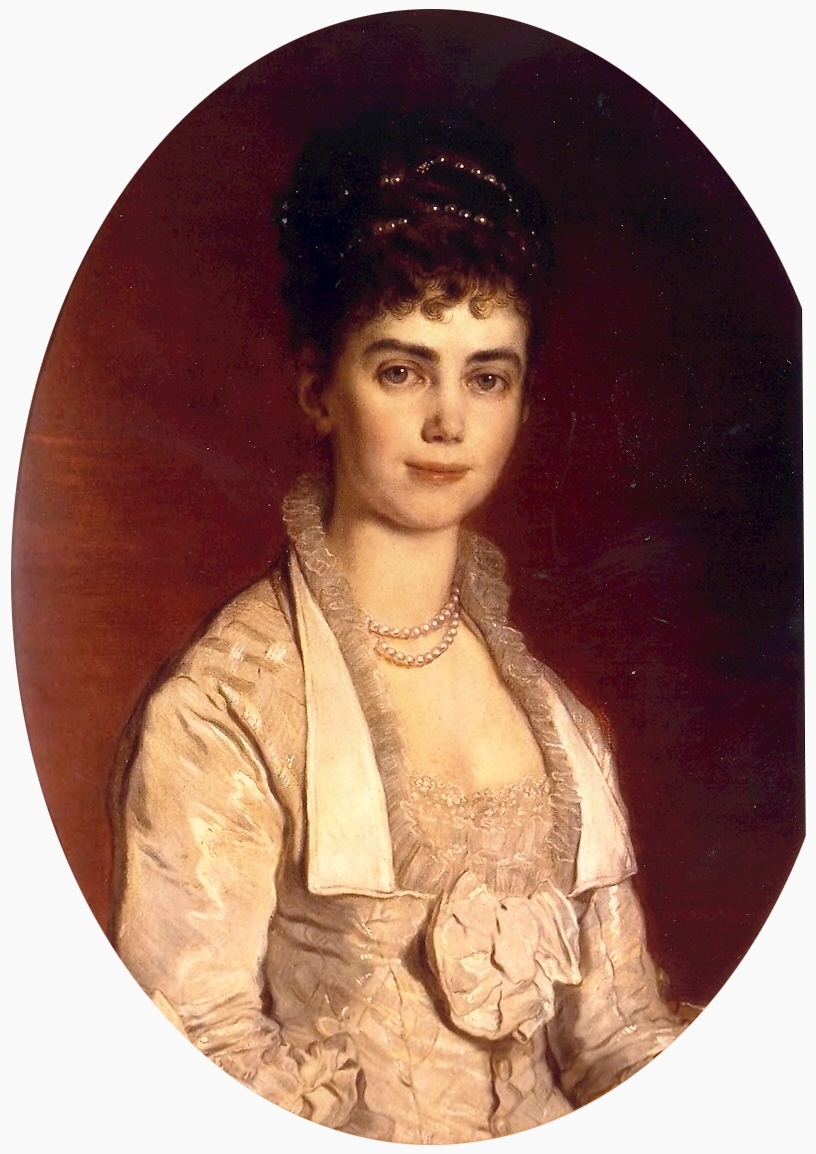
Thyra von Dänemark (1853–1933)

- Thyra von Dänemark (1880–1945), dänische Prinzessin
- Thyraeus, Hermann (1532–1591), deutscher Theologe und Mitglied des Jesuitenordens
- Thyraeus, Peter (1546–1601), deutscher Theologe und Mitglied des Jesuitenordens
- Thyriot, Franz (1869–1934), deutscher Architekt
- Thyrring, Thorkild (* 1946), dänischer Automobilrennfahrer
- Thyrsos, Freigelassener Octavians
- Thyrsos, Märtyrer, Heiliger

### Thys
- Thys van den Audenaerde, Dirk Frans Elisabeth (* 1934), belgischer Ichthyologe
- Thys, Albert (1849–1915), belgischer Generalmajor und Geschäftsmann
- Thys, Alphonse (1807–1879), französischer Komponist
- Thys, Edith (* 1966), US-amerikanische Skirennläuferin
- Thys, Gert (* 1971), südafrikanischer Marathonläufer
- Thys, Guy (1922–2003), belgischer Fußballspieler und -trainer
- Thys, Johann von (1715–1773), Textilfabrikant und landwirtschaftlicher Berater in Klagenfurt am Wörthersee
- Thys, Nicolas (* 1968), belgischer Jazzmusiker (Bass, Komposition)
- Thys, Omer (1913–1979), belgischer Radrennfahrer
- Thys, Paul (* 1946), belgischer Leichtathlet
- Thys, Philippe (1889–1971), belgischer Radrennfahrer und erster Dreifach-Sieger der Tour de France
- Thys-Lebault, Pauline (1837–1892), französische Komponistin
- Thyselius, Carl Johan (1811–1891), schwedischer Jurist und Ministerpräsident
- Thyselius, Thora (1911–1991), deutsche Autorin
- Thysius der Ältere, Antonius (1565–1640), niederländischer reformierter Theologe
- Thysius der Jüngere, Antonius († 1665), niederländischer reformierter Theologe
- Thyssen, Amélie (1877–1965), Stifterin, Ehefrau von Fritz Thyssen
- Thyssen, August (1842–1926), deutscher Industrieller
- Thyssen, August junior (1874–1943), deutscher Industrieller
- Thyßen, Esther (* 1979), deutsche Eishockeytorhüterin
- Thyssen, Friedrich (1804–1877), deutscher Unternehmer und Vater von August Thyssen
- Thyssen, Fritz (1873–1951), deutscher Unternehmer und Politiker (NSDAP), MdRFritz Thyssen (1873–1951)

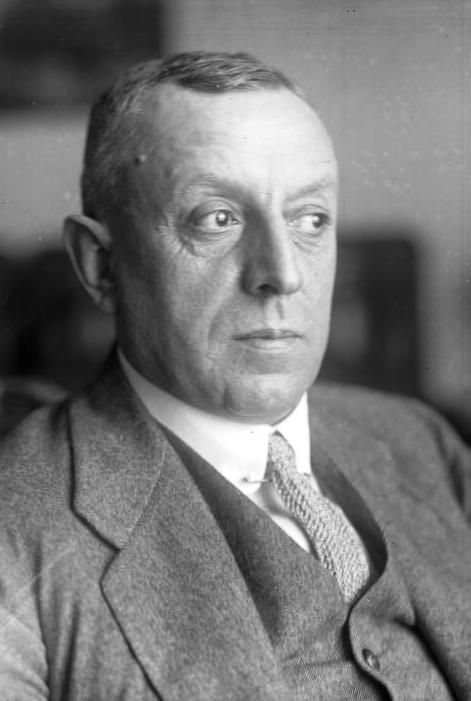
Fritz Thyssen (1873–1951)

- Thyssen, Greta (1927–2018), dänisch-US-amerikanische Filmschauspielerin und Pin-up-Girl
- Thyssen, Hedwig (1878–1960), Tochter von August Thyssen, Mitinhaberin von Thyssen & Co
- Thyssen, Heinrich (1875–1947), deutscher Unternehmer, Kunstmäzen, Sohn von August Thyssen
- Thyssen, Ingrid (* 1956), deutsche Speerwerferin
- Thyssen, Johannes (1892–1968), deutscher Philosoph
- Thyssen, Joseph (1844–1915), deutscher Industrieller
- Thyssen, Lizzie Schnakenburg (1925–2005), dänische Künstlerin und Keramikerin
- Thyssen, Marianne (* 1956), belgische Politikerin, MdEP
- Thyssen, Thomas (* 1978), deutscher DJ, Musikjournalist, Musiker und Konzertveranstalter
- Thyssen-Bornemissza von Kaszon, Hanns-Peter Baron (* 1941), deutscher Journalist
- Thyssen-Bornemisza de Kászon, Hans Heinrich (1921–2002), Schweizer Industrieller und KunstsammlerHans Heinrich Thyssen-Bornemisza de Kászon (1921–2002)

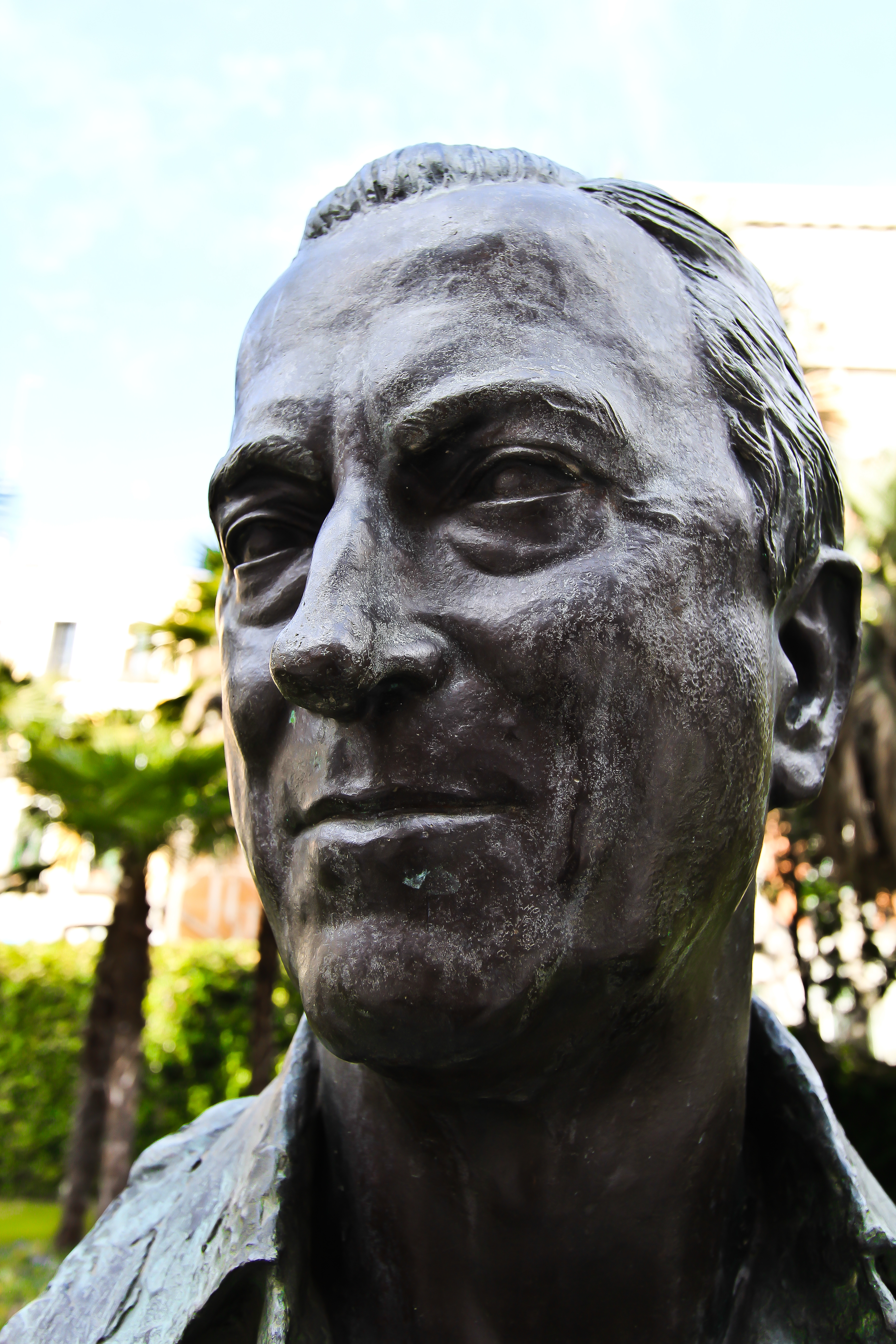
Hans Heinrich Thyssen-Bornemisza de Kászon (1921–2002)

- Thyssen-Bornemisza, Francesca (* 1958), schweizerisch-österreichische Kunstexpertin, Kunstvermittlerin, Sammlerin und Mäzenin
- Thyssen-Henne, Renate (* 1939), deutsche Unternehmerin

### Thyw
- Thywissen, Caspar (1801–1879), deutscher Unternehmer
- Thywissen, Hermann Wilhelm (1917–2008), deutscher Jurist, Unternehmer und Kommunalpolitiker (CDU)
- Thywissen, Wilhelm (1850–1929), Neusser Unternehmer, Kommunalpolitiker und Ehrenbürger